# Centre médical adventiste de Portland

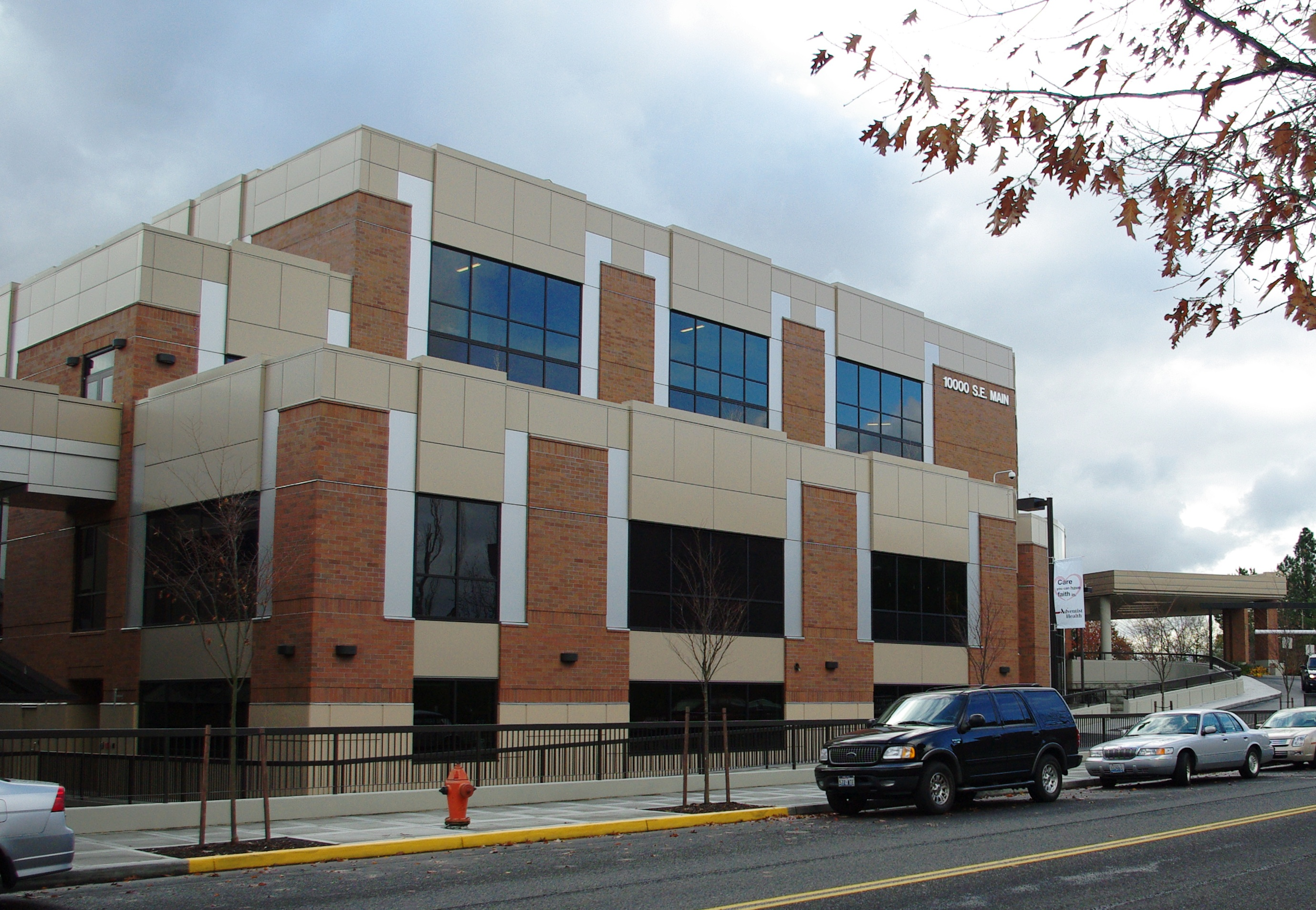
L'école des infirmiers

Le centre médical adventiste de Portland (en anglais, Adventist Medical Center ou AMC) est un centre hospitalier adventiste à Portland en Oregon. 

## Histoire
Après ses études de médecine au Sanitarium de Battle Creek dans le Michigan, dirigé par Dr John Harvey Kellogg, Lewis Belknap s’installa en 1893 dans l’Oregon dans le but d’établir un sanitarium à l’ouest des États-Unis. Il arriva sans un sou à Portland, ayant été dérobé lors de son passage à San Francisco. Un pasteur adventiste, dénommé Starbuck, lui paya son premier mois de loyer pour une petite maison où, assisté de sa femme, il établit son cabinet médical.
Le couple se relogea peu après à Reed Mansion, une propriété où il disposa de 20 chambres, d’une salle d’opération chirurgicale, d’un bureau, d’une cuisine et d’une salle à manger. La congrégation adventiste de Portland refaçonna une étable afin qu’elle contienne des salles de soin et un dortoir pour des infirmières. En 1896, un programme de deux ans de formation d’infirmiers démarra. L’année d’après, une fabrique d’aliments végétariens fut établie.
En 1902, le sanitarium fut relocalisé au Mt. Tabor. Ce bâtiment en bois de quatre étages possédait 75 lits. En 1903, le médecin William Holden, intégra le sanitarium, et en devint peu après le directeur. Sous sa direction, l’établissement développa  un service de chirurgie important. Après un incendie en septembre 1920, l’hôpital fut rasé et des bâtiments modernes furent reconstruits par la suite. Les chambres furent équipées d'eau chaude et froide, une première en Oregon.
Au milieu des années soixante, en raison de son expansion, l’hôpital fut relocalisé à nouveau au site actuel, donnant lieu à une succession de constructions durant les années soixante-dix, dont une faculté d’infirmerie pour les besoins de Walla Walla College (aujourd’hui l’université de Walla Walla).

## Services
Le Centre médical adventiste offre de nombreux services, notamment pour le traitement du diabète, du cancer, des maladies cardiaques, des congestions et des blessures.